# チェザロ
チェザロ（イタリア語: Cesarò）は、イタリア共和国シチリア州メッシーナ県にある、人口約2,300人の基礎自治体（コムーネ）。

## 地理

### 位置・広がり
メッシーナ県のコムーネ。県都メッシーナから西南西へ83kmの距離にある。

#### 隣接コムーネ
隣接するコムーネは以下の通り。括弧内のCTはカターニア県、ENはエンナ県所属を示す。
- アルカーラ・リ・フージ
- ブロンテ (CT)
- カピッツィ
- カロニーア
- チェラーミ (EN)
- ロンジ
- マニアーチェ (CT)
- ミリテッロ・ロズマリーノ
- サン・フラテッロ
- サン・テオドーロ
- トロイーナ (EN)